# Nana Akua Birmeh
Nana Akua Birmeh, född 1981 eller 1982 i Kumasi, Ghana, är en ghanansk arkitekt. 2011 grundade hon arkitekturfirman ArchXenus (ax), som hon alltjämt leder, och som nu är landets största privata arkitekturfirma. Den har uppmärksammats för sin höga andel kvinnliga medarbetare i en mansdominerad bransch, och för att underlätta för sina anställda att kombinera föräldraskap och arbete. 

## Bakgrund
Birmeh tog först en examen i bildkonst och grafisk kommunikation, och därefter en examen i arkitektur vid Kwame Nkrumah University of Science and Technology. När hon insåg att den firma hon arbetade på inte skulle göra det lätt att bli mamma, sa hon upp sig 2008 och arbetade en tid som frilans. 2011 grundade hon ArchXenus, vars namn kommer av arch i architecture och grekiskans xenos som betyder främmande, annorlunda. Samma år föddes hennes första barn. 2014 började företaget gå med vinst, och var 2017 involverat i 53 projekt som hade en total budget på 140 miljoner USD. Den tidens byggboom minskade snart, och företaget har försökt bredda sig inom fastighetsbranschen, och även genom att söka uppdrag internationellt.

## Utmärkelser
- 100 Women (BBC) 2017[4]